# Ременчик, Антон Игоревич
Антон Игоревич Ременчик (18 апреля 1984, Псков, СССР) — российский футболист, защитник.

## Биография
Воспитанник псковского футбола. Первый тренер — А. С. Лебедев. Два года играл в дубле московского ЦСКА в турнире дублёров команд высшего дивизиона. В 2003 году перешёл в клуб второго дивизиона новотроицкую «Носту». С 2004 года выступал в своем родном городе. Когда «Псков-2000» снялся со всех соревнований, Ременчик на время переехал в Латвию. Вместе со своим псковским одноклубником  Антоном Расторгуевым защитник играл за команду Высшей лиги ФК «Рига». В 2007 году футболист в третий раз вернулся в Псков. Являлся основным игроком клуба «Псков-747» (серебряный призёр Второго дивизиона в зоне «Запад» сезона-2012/13). В 2018 году играл за любительский ФК «Автофаворит» (Псков) (бронзовый призёр III дивизиона в зоне «Северо-Запад» 2018 года), с 2018 года также игрок команды по мини-футболу «Автофаворит-2».
Детский тренер в ФК «Псков».